# Strong Medicine
Strong Medicine (en España, Doctoras en Filadelfia) es un drama médico centrado en la política feminista, temas de salud y el conflicto de clases. La serie de televisión se emitió en el canal Lifetime a partir de 2000 hasta 2006. Distribuida por Sony Pictures Home Entertainment, la serie fue creada y producida en parte por la cómica Whoopi Goldberg, quien hizo un par de cameos en la serie.
El 1 de noviembre de 2005, Lifetime anunció la cancelación de la serie. El último episodio se emitió el 5 de febrero de 2006.